# Haementeria
Haementeria é um género de sanguessugas da família Glossiphoniidae. O género foi descrito em 1849 por Filippo De Filippi.
Encontra-se na Europa e na América.

## Espécies
As espécies incluem:
- Haementeria ghilianii de Filippi, 1849[1]
- Haementeria officinalis de Filippi, 1849[2]
- Haementeria tuberculifera (Grube, 1871)[2]